# Sempervivum vicentei
Sempervivum vicentei là một loài thực vật có hoa trong họ Crassulaceae. Loài này được Pau miêu tả khoa học đầu tiên năm 1906.